# Dalmatinski pas
Dalmatinski pas (dalmatinac, dalmatiner) vrlo je stara pseća pasmina lako prepoznatljiva po bijeloj dlaci s karakterističnim crnim mrljama ili mrljama boje jetre. Poznati točkasti sloj dlake jedinstven je za dalmatinske pse; nijedna druga čistokrvna pasmina nema ovakve jedinstvene točkaste oznake. Pasmina je dobila ime po hrvatskoj pokrajini, Dalmaciji, za koju se vjeruje da je izvorno mjesto podrijetla dalmatinskog psa.

## Povijest pasmine
Nađene su slike točkastih pasa nalik dalmatinskim psima stare više od 4000 godina. Postoji nekoliko naziva za ovoga psa, ali najčešće ga zovu jednostavno dalmatiner. Austrijski zoolog Leopold Fitzinger još u 19. stoljeću opisao je ovu vrstu pasa te napomenuo da je ranije zvan dubrovački gonič, a kasnije dalmatinski ptičar. Međunarodni kinološki savez objavljuje prvi standard za dalmatinskog psa 7. travnja 1955. pod nazivom «Dalmatiner Jagdhund» - Dalmatinski gonič.
Danas je isključivo kućni ljubimac, a prije se koristio kao ratni pas na granici s Osmanskim Carstvom i kao pratnja senjskim uskocima, lovac u čoporima, aporter divljači i lovac za ptice, katkad i za čuvanje stada i lovac štetočina. Bio je i prethodnica vatrogasnim kolima. Instinkt goniča i danas je zadržao. 

## Obilježja
Dalmatinski pas je veseo i razigran pas; odan je svojoj obitelji i treba mu društvo. Srednje je veličine i vrlo je izdržljiv. Pun je energije i otvoren, ali može biti agresivan prema drugim mužjacima. Traži mnogo kretanja i obilno se linja, te mu zimi može biti hladno. Oči su okrugle i sjajne te mogu biti jantarne, plave ili smeđe boje ili bilo kombinacija tih boja. 
Tijelo je snažno i mišićavo. Uši su priljubljene uz glavu i mogu biti u raznim kombinacijama crne i bijele. Rep je snažan i sužava se prema vrhu i lagano je zakrivljen prema gore. Dlaka je kratka, gusta i sjajna, a mrlje se u pravilu ne bi smjele dodirivati i preklapati. Naraste oko 50-60 cm, a težina mu može biti oko 25-30 kg. Dalmatinski psi mogu puno pojesti te imaju dubok glas. Ženke mogu biti vrlo plodne i prosječno okote 8 mladunaca. 
Imaju sklonost da se okote gluhi, te je potrebno dobro provjeriti štene prije uzimanja. Prosječan životni vijek pasmine je od 12 do 14 godina.
Srodnik je istarskom kratkodlakom goniču i posavskom goniču. Srodnost dalmatinskog psa i istarskog kratkodlakog goniča je dokazana i veterinarskim istraživanjima Tadije Peraića:„Istarski gonič komparativna istraživanja krvne slike“, 1991. i Čedomira Labure: „Istarski gonič istraživanja nekih, dijagnostickih značajnih biokemijskih parametara u serumu“, 1992.: velika podudarnost fizioloških vrijednosti koncentracije mokraćne kiseline kod obiju pasmina, kao i vrlo slične genetske formule za boju, čime se dokazalo zajedničko podrijetlo obiju pasmina.

## Zanimljivosti
- Hrvatska pošta izdala je 2001. godine poštansku marku s likom Dalmatinskog psa u vrijednosti od 5 HRK.[6]
- Na natjecanju u Varšavi održanom 2018. godine proglašen je najljepšim psom Europe.[7]
- Godine 2009. godine zabilježen je slučaj s čak osamnaest štenaca u jednom leglu.[8]

## Vanjske poveznice
- Hrvatski kinološki savez, hrvatske autohtone pasmine  Arhivirana inačica izvorne stranice od 7. studenoga 2012. (Wayback Machine)